# Grosseto-Prugna
Grosseto-Prugna település Franciaországban, Corse-du-Sud megyében. Lakosainak száma 3331 fő (2022. január 1.). Grosseto-Prugna Ajaccio, Albitreccia, Bastelica, Bastelicaccia, Cardo-Torgia, Cauro és Santa-Maria-Siché községekkel határos.

## Népesség
A település népességének változása:
| Lakosok száma | 444  | 1542 | 1943 | 2584 | 2779 | 2917 | 3124 | 3402 | 3398 | 3331 |
|               | 1968 | 1982 | 1990 | 2006 | 2013 | 2015 | 2017 | 2019 | 2020 | 2022 |